# V-MAX
Der V-MAX (Véhicule Manœuvrant Expérimental) ist ein Prototyp eines Hyperschallgleiters. Er wird seit Anfang 2019 von der ArianeGroup und ONERA als Hyperschallwaffe für die französischen Streitkräfte entwickelt.

## Geschichte
Im Januar 2019 kündigte die französische Verteidigungsministerin Florence Parly den Start eines Programms zur Entwicklung eines Hyperschallgleiter-Prototyps, des V-MAX, als Teil der Erneuerung der nuklearen Offensivfähigkeiten der französischen Streitkräfte an.
Am 26. Juni 2023 fand der Erstflug des V-MAX statt. Dazu wurde der Gleiter mit Hilfe einer Höhenforschungsrakete vom Testzentrum Centre d’Essais des Landes gestartet und legte dann einen Langstreckenflug zurück, wobei er Kurven flog und dabei einen „in sich verknoteten“ Kondensstreifen am Himmel hinterließ. Der Gleiter ist in der Lage, Geschwindigkeiten von mehr als 6000 km/h zu erreichen. Aufgrund dieser Geschwindigkeit und seiner Manövrierfähigkeit soll er die Abfangfähigkeiten gegnerischer Verteidigungen überwinden können.